# رومن سیاراوینو
رومن سیاراوینو (انگلیسی: Romain Ciaravino؛ زادهٔ ۲۴ ژانویهٔ ۱۹۸۴) بازیکن فوتبال اهل فرانسه است.
از باشگاه‌هایی که در آن بازی کرده‌است می‌توان به باشگاه ورزشی آمیان اشاره کرد.